# Poort van Orange

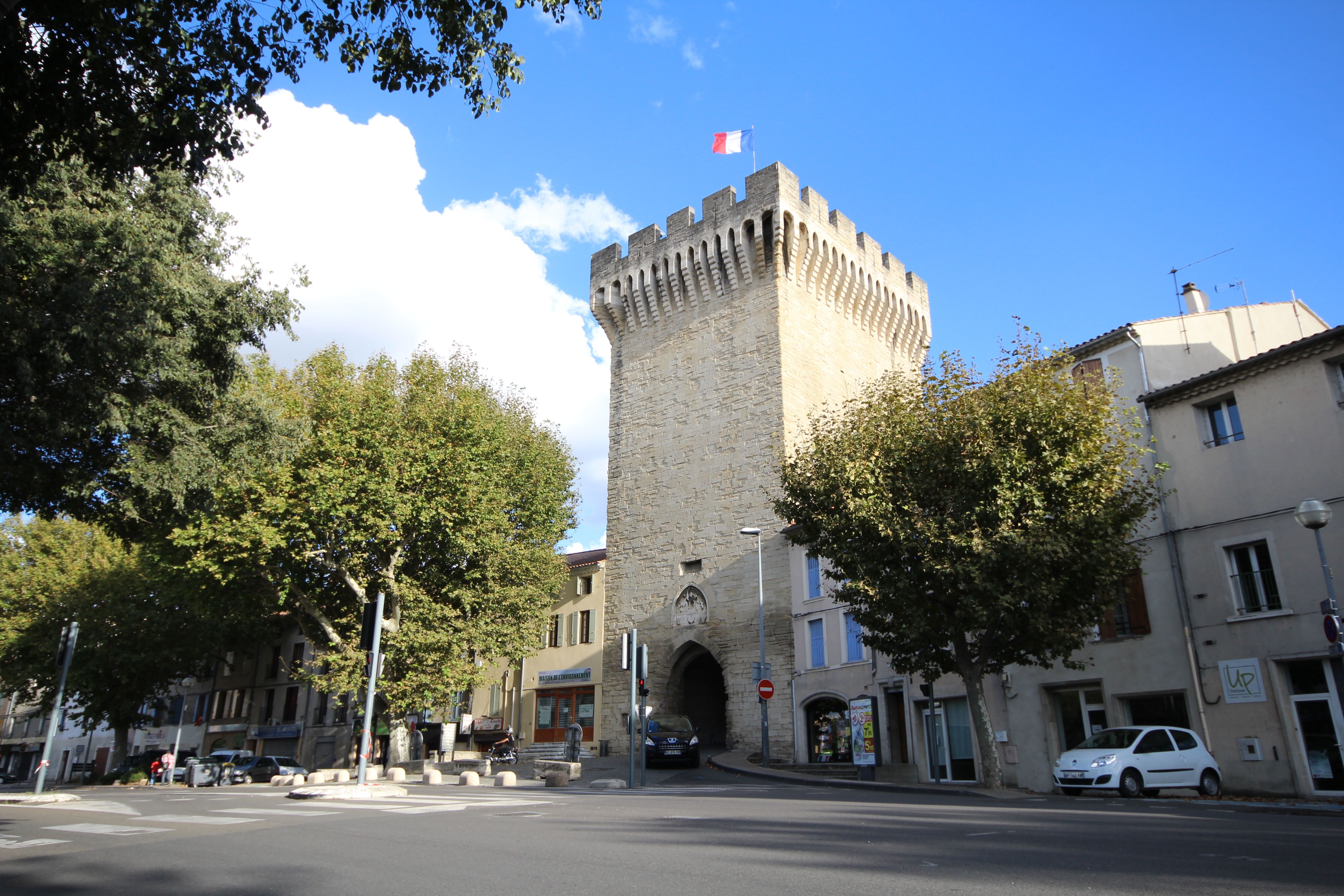
Poort van Orange in Carpentras (Frankrijk)

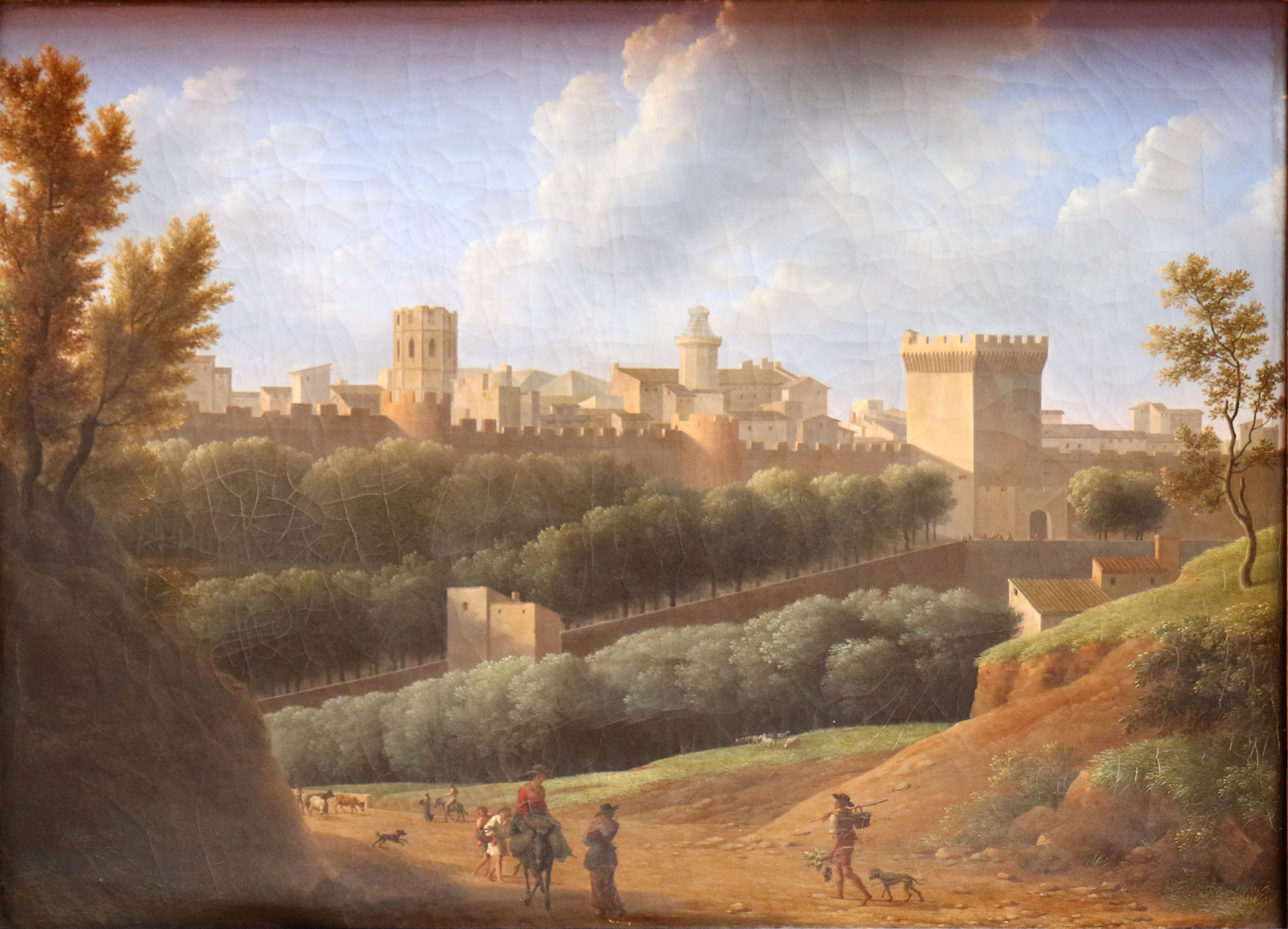
Stadswallen met poort van Orange en de weg naar Oranje

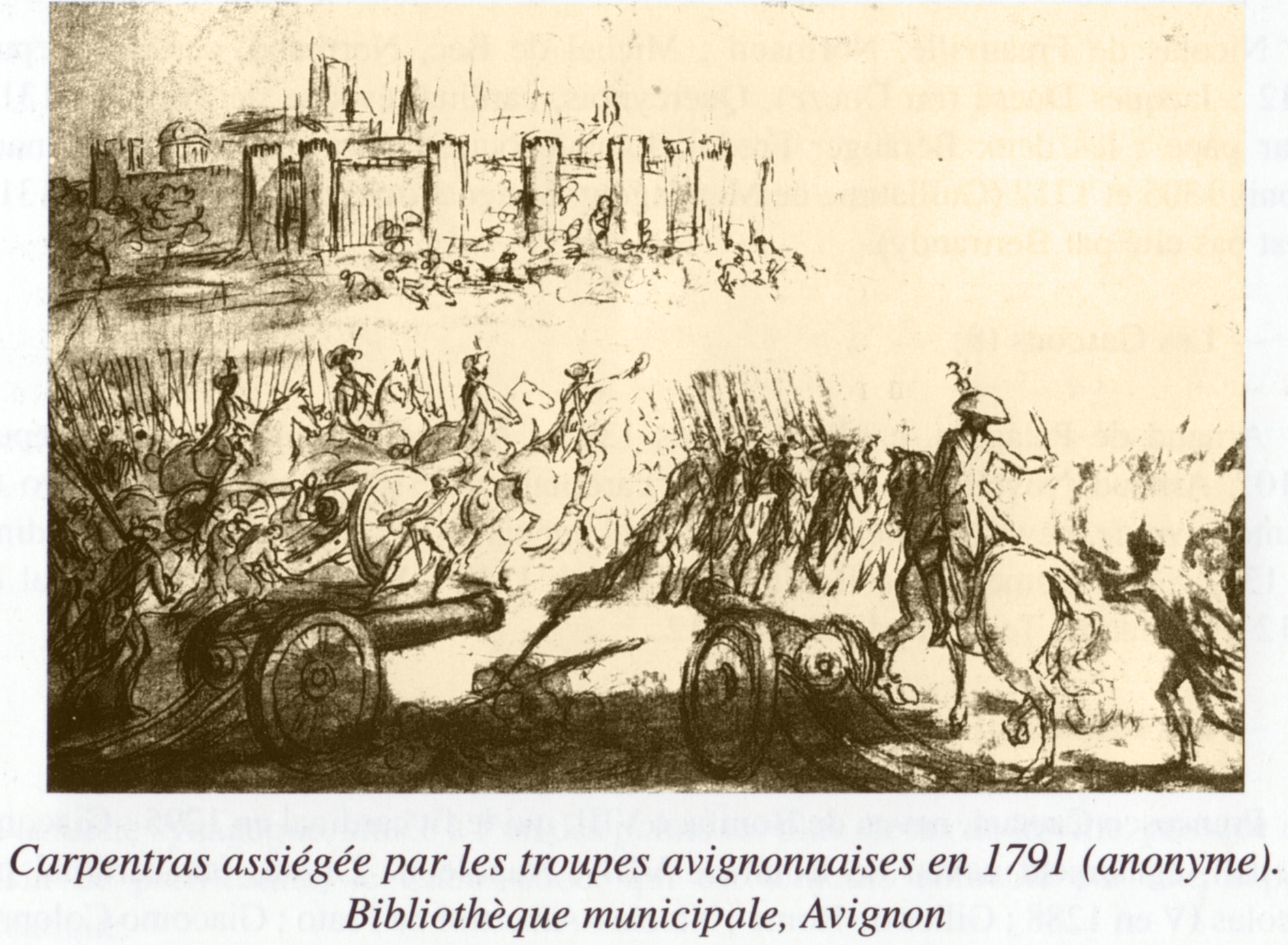
Avignon belegert Carpentras (1791)

De Poort van Orange of Poort van Oranje (Frans: Porte d'Orange, 14e eeuw) is een stadspoort van Carpentras, in het Franse departement Vaucluse. Ze is gelegen ten noorden van het oude stadscentrum. De poort van Orange is een toren van 26 meter hoog en dateert uit de middeleeuwen.

## Historiek
De poort van Orange, de noordelijke poort, en de muren aan de noordkant van Carpentras zijn het enige wat rest van de 14e-eeuwse stadsmuren. De stadsmuren omringden Carpentras volledig. Het was paus Innocentius VI in Avignon die besliste tot de bouw van de stadsmuren. Hiermee wou hij de hoofdstad van het pauselijke graafschap Comtat Venaissin militair verdedigen. De poort van Orange liep uit op de weg naar de stad Orange, gelegen in het naburige prinsdom Oranje.
De stadswallen van Carpentras telden in totaal 32 torens, zowel grote stadspoorten als de poort van Orange, als kleine torens.
Na de Franse Revolutie voerden revolutionairen uit de naburige pauselijke stadstaat Avignon oorlog tegen Carpentras en dus tegen Comtat Venaissin (1791). De bevolking van Avignon was sterk anti-pauselijk gezind terwijl de Comtat het behoud van de paus als soeverein voorstond. Dit leidde naar een bestorming door Avignon van de stadswallen van Carpentras. De troepen van Avignon waren goed bewapend. De belegering door Avignon was de enige zware belegering die de stad doormaakte. Na de snelle overwinning door Avignon werd het revolutionair bestuur officieel ontvangen in de poort van Orange (1791). Een herdenkingsplaat binnen het poortgebouw herinnert aan de nederlaag van Carpentras en dus aan het einde van de eeuwenoude Comtat Venaissin.
In de loop van de 19e eeuw werden de stadswallen en de stadspoorten gesloopt. Prosper Mérimée, die zich inzette voor het behoud van het cultureel erfgoed, kon alleen maar vaststellen dat enkel de poort van Orange gered bleef van de sloophamer. Hij schreef:

Carpentras, qui grâce à ses remparts passait autrefois pour une des plus jolies villes de l'ancien Comtat Venaissin, les a démolis depuis peu.

("Carpentras, dat vroeger gold als een van de mooiste steden van de Comtat Venaissin dankzij haar stadsmuren, heeft die kort geleden afgebroken.")
Nog in de 19e eeuw erkende het ministerie van Cultuur in Parijs de poort van Orange als monument historique van Frankrijk (1896).